# Edward Trippas
Edward Trippas, född 22 september 1998, är en friidrottare från Australien. Han deltog vid olympiska sommarspelen 2020.